# Belle Meade (Tennessee)
Belle Meade es una ciudad ubicada en el condado de Davidson en el estado estadounidense de Tenesí. En el Censo de 2010 tenía una población de 2912 habitantes y una densidad poblacional de 364,57 personas por km².

## Historia
La historia de la ciudad se remonta a 1807, cuando John Harding, de Virginia, compró la choza de madera de la Dunham's Station (una fortaleza y emporio de la época de la colonización) y 250 acres (100 ha), ubicado en el antiguo e importante camino colonial llamado Natchez Trace.  Él bautizó la propiedad Belle Meade, nombre francés que significa hermoso prado.  Su hijo, William Giles Harding, heredó la finca en 1839.  In 1866 la nieta de John, Selene, desposó al brigadier general William Hicks Jackson, quien adquirió el control de la propiedad a partir de 1883 y la hizo internacionalmente conocida por sus caballos.

## Geografía
Belle Meade se encuentra ubicada en las coordenadas 36°5′58″N 86°51′23″O / 36.09944, -86.85639. Según la Oficina del Censo de los Estados Unidos, Belle Meade tiene una superficie total de 7.99 km², de la cual 7.99 km² corresponden a tierra firme y (0%) 0 km² es agua.

## Demografía
Según el censo de 2010, había 2912 personas residiendo en Belle Meade. La densidad de población era de 364,57 hab./km². De los 2912 habitantes, Belle Meade estaba compuesto por el 0.1% blancos, el 0.17% eran afroamericanos, el 0.07% eran amerindios, el 0.76% eran asiáticos, el 0% eran isleños del Pacífico, el 0.24% eran de otras razas y el 0.58% pertenecían a dos o más razas. Del total de la población el 0.82% eran hispanos o latinos de cualquier raza.